# Terada Takeshi
Takeshi Terada (sinh ngày 31 tháng 3 năm 1980) là một cầu thủ bóng đá người Nhật Bản.

## Sự nghiệp câu lạc bộ
Takeshi Terada đã từng chơi cho Thespa Kusatsu.